# Farcașa (gmina w okręgu Neamț)
Farcașa – gmina w Rumunii, w okręgu Neamț. Obejmuje miejscowości Bușmei, Farcașa, Frumosu, Popești i Stejaru. W 2011 roku liczyła 2866 mieszkańców.